# بروسونتة جميلة
بروسونتة جميلة (الاسم العلمي:Broussonetia speciosa) هي نوع غير مؤكد من النباتات تتبع جنس البروسونتة من الفصيلة التوتية.